# Spirodela intermedia
Spirodela intermedia là một loài thực vật có hoa trong họ Ráy (Araceae). Loài này được W.Koch miêu tả khoa học đầu tiên năm 1932.